# Rue Marie-Benoist
La rue Marie-Benoist est une voie située dans le quartier de Picpus du 12e arrondissement de Paris.

## Situation et accès
La rue Marie-Benoist est accessible à proximité par les lignes de métro 1, 2, 6 et 9 à la station Nation.

## Origine du nom
La rue porte le nom d'une propriétaire foncière, Marie Benoist.

## Historique
Cette rue est ouverte sous sa dénomination actuelle en 1905.